# Macaranga barteri
Macaranga barteri är en törelväxtart som beskrevs av Johannes Müller Argoviensis. Macaranga barteri ingår i släktet Macaranga och familjen törelväxter. Inga underarter finns listade i Catalogue of Life.